# Centerpartiets partistyrelse
Centerpartiets partistyrelse är Centerpartiets näst högsta beslutande organ efter partikongressen och fungerar som partiets styrelse.

## Lista över Centerpartiets partistyrelse

### 2019–2022
Presidium
- Annie Lööf
- Anders W Jonsson
- Fredrick Federley

Ledamöter

- Cecilia Andersson
- Emil Källström
- Aphram Melki
- Eva Nypelius
- Annika Qarlsson
- Linda Ylivainio
- Kristina Yngwe
- Rickard Nordin
- Muharrem Demirok
- Christer Jonsson
- Ulrike Liljeberg
- Christofer Bergenblock

### 2024–2025
Presidium
- Muharrem Demirok
- Daniel Bäckström
- Ulrika Liljeberg

Ledamöter

- Martin Ådahl
- Madelaine Jakobsson
- Emmyly Bönfors
- Rickard Nordin
- Peter Helander
- Christer Jonsson
- Christofer Bergenblock
- Hanna Wagenius
- Abir Al-Sahlani
- Malin Bergman
- Caroline von Seth
- Rasmus Elfström
- Mattias Johansson
- Elisabeth Thand Ringqvist
- Emma Wiesner
- Sofia Nilsson